# David Strelec
David Strelec (Nové Zámky, 4 april 2001) is een Slowaaks voetballer die onder contract ligt bij Slovan Bratislava.

## Carrière
Strelec is een jeugdproduct van Slovan Bratislava. Op 5 augustus 2018 maakte hij zijn officiële debuut in het eerste elftal: in de competitiewedstrijd tegen MFK Zemplín Michalovce (1-2-winst) mocht hij in de 73e minuut invallen voor Vukan Savićević. In 2019 en 2020 werd hij Slowaaks landskampioen met de club, in 2020 won hij ook de Beker van Slowakije. Strelec werd op 7 juni 2024 door bondscoach Francesco Calzona opgenomen in de Slowaakse selectie voor het EK 2024 in Duitsland. Slowakije eindigde als derde in een groep met Roemenië, België en Oekraïne, waarna het in de achtste finales na een verlenging met 2–1 verloor van Engeland. Strelec kwam op het toernooi in iedere wedstrijd in actie.

## Privé
- Strelec is de zoon van ex-voetballer Milan Strelec, die onder andere voor Fortuna Düsseldorf voetbalde.

## Trivia
- In februari 2021 nam de Franse sportkrant L'Équipe hem op in de lijst van 50 grootste voetbaltalenten geboren na 1 januari 2001.[2]

1 Dúbravka ·
2 Pekarík ·
3 Vavro ·
4 Obert ·
5 Rigo ·
6 Gyömbér ·
7 Suslov ·
8 Duda ·
9 Boženík ·
10 Tupta ·
11 Bénes ·
12 Rodák ·
13 Hrošovský ·
14 Škriniar  ·
15 De Marco ·
16 Hancko ·
17 Haraslín ·
18 Strelec ·
19 Kucka ·
20 Ďuriš ·
21 Bero ·
22 Lobotka ·
23 Ravas ·
24 Sauer ·
25 Kóša ·
26 Schranz ·
Coach: Calzona